# Tildonk
Tildonk è una località belga delle Fiandre, situato nel Brabante Fiammingo e facente parte dell'arrondissement di Lovanio.
Comune autonomo fino al 1977, il suo territorio è stato poi accorpato a quello del comune di Haacht.